# Low Roar (álbum)
Low Roar es el álbum debut homónimo del proyecto musical de post-rock islandés Low Roar. Lanzado el 1 de noviembre de 2011 por Tonequake Records.

## Música y estilo
Low Roar puede describirse como un álbum post-rock, ambiental y folk-rock. El álbum está basado en el traslado del músico estadounidense Ryan Karazija a Islandia, que anteriormente pertenecía a la banda de indie rock Audrye Sessions, así como el cambio y la introversión del otoño.

## Grabación y producción
Después de mudarse de Livermore, California a Reikiavik, Ryan Karazija relató la dificultad de aclimatarse a una tierra extranjera, encontrar trabajo y apoyar a su familia escribiendo una canción todos los días. El álbum fue grabado con nada más que una computadora portátil en la cocina de Ryan en Reikiavik, como resultado de tener un presupuesto muy bajo después la mudanza. Posteriormente contó con la colaboración del productor estadounidense y ganador del Grammy Andrew Scheps.
Después del lanzamiento del álbum, Karazija reclutó al baterista islandés Logi Guðmundsson, y ambos hicieron una gira por Alemania, Polonia, Lituania y otros países europeos, llegando a participar en festivales musicales como Iceland Airwaves, Crossing Border Festival, SXSW y el ya liquidado All Tomorrow's Parties, además de apoyar a la cantante indie francesa SoKo.

## Lista de canciones
| N.º | Título                                           | Duración |  |
| 1.  | «Give Up»                                        | 3:06     |  |
| 2.  | «Just a Habit»                                   | 3:27     |  |
| 3.  | «Nobody Else»                                    | 4:57     |  |
| 4.  | «Patience»                                       | 5:45     |  |
| 5.  | «Low Roar»                                       | 2:13     |  |
| 6.  | «Friends Make Garbage, Good Friends Take It Out» | 5:34     |  |
| 7.  | «The Painter»                                    | 4:45     |  |
| 8.  | «Help Me»                                        | 3:51     |  |
| 9.  | «Rolling Over»                                   | 5:07     |  |
| 10. | «Puzzle»                                         | 3:18     |  |
| 11. | «Because We Have To»                             | 3:55     |  |
| 12. | «Tonight, Tonight, Tonight»                      | 7:56     |  |